# Andreas Widhölzl
Andreas Widhölzl, avstrijski smučarski skakalec, * 14. oktober, 1976, St. Johann, Tirolska, Avstrija
Na mladinskem svetovnem prvenstvu leta 1992 je bil uvrščen na 3.mesto.
Prvič je v svetovnem pokalu zmagal v sezoni 1996/97 v Lahtiju.
Naslednjo sezono, 1997/98, je s 4 zmagami končal kot tretji. Na olimpijskih igrah v Naganu je bil na tako na posamični kot tudi ekipni tekmi bronast. 
Sezona 1999/00 velja za njegovo najboljšo, saj je osvojil Novoletno turnejo, z 7 zmagami pa je osvojil drugo mesto v skupni razvrstitvi svetovnega pokala.
Je dvakratni svetovni podprvak v poletih iz let 2000 (Vikersund)  in  2006 (Kulm), z avstrijsko ekipo pa je bil tudi bronast v  Planici leta 2004. 
Bil je član ekip, ki so bile zlate na svetovnem prvenstvu v  Oberstdorfu 2005 in olimpijskih igrah v Torinu 2006. 
Po slabi sezoni 2006/07 je imel veliko težav s poškodbami, potrebna je bila tudi operacija dimelj. Stika s svetovnim pokalom ni več našel, zato se je v zaključku sezone 2007/08 odločil končati kariero. Še zadnjič je nastopil na letalnici v Planici.
V svetovnem pokalu je skupaj osvojil 18 zmag.

## Dosežki

### Zmage
| Sezona  | Država/Prizorišče        |
| ------- | ------------------------ |
| 1996/97 | Lahti                    |
| 1997/98 | Engelberg                |
| 1997/98 | Saporo                   |
| 1997/98 | Vikersund                |
| 1997/98 | Kuopio                   |
| 1998/99 | Oberhof                  |
| 1998/99 | Bischofshofen            |
| 1999/00 | Val di Fiemme            |
| 1999/00 | Val di Fiemme            |
| 1999/00 | Garmisch - Partenkirchen |
| 1999/00 | Innsbruck                |
| 1999/00 | Bischofshofen            |
| 1999/00 | Willingen                |
| 1999/00 | Willingen                |
| 2001/02 | Hakuba                   |
| 2001/02 | Saporo                   |
| 2002/03 | Kuusamo                  |
| 2004/05 | Kulm                     |